# Workin' Moms
Workin' Moms este un serial sitcom canadian de televiziune, care a avut premiera pe CBC Television pe 10 ianuarie 2017. Serialul le are în rolurile principale pe Catherine Reitman, Jessalyn Wanlim, Dani Kind și Juno Rinaldi ca un grup de prietene care se confruntă cu provocările de a fi mame care lucrează. Serialul este produs de Wolf + Rabbit Entertainment, compania de producție a lui Reitman și a soțului ei, Philip Sternberg.
În februarie 2019, serialul a avut premiera la nivel mondial pe Netflix. Pe 29 mai 2019, Workin Moms a fost reînnoit pentru un al patrulea sezon, care a fost lansat pe 18 februarie 2020.

## Distribuție
- Catherine Reitman ca Kate Foster
- Dani Kind ca Anne Carlson
- Juno Rinaldi ca Frankie Coyne
- Jessalyn Wanlim ca Jenny Matthews
- Dennis Andres ca Ian Matthews

- Katherine Barrell ca Alicia Rutherford (sezoanele 1-2)
- Philip Sternberg ca Nathan Foster
- Sarah McVie ca Val Szalinsky
- Ryan Belleville ca Lionel Carlson
- Peter Keleghan ca Richard
- Nikki Duval ca Rosie Phillips
- Sadie Munroe ca Alice Carlson
- Kevin Vidal ca Mo Daniels (sezoanele 1-2)
- Nelu Handa ca Jade
- Oluniké Adeliyi ca Giselle Bois
- Jess Salgueiro ca Bona/Renya
- Novie Edwards ca Sheila (sezonul 1)
- Mimi Kuzyk ca Eleanor Galperin
- Jennifer Pudavick ca Gena Morris
- Aviva Mongillo ca Juniper
- Tennille Read ca Bianca
- Christopher Redman ca Brad
- LaRonn Marzett ca Tom (sezonul 3)

- Varun Saranga ca Chad (sezoanele 1-2)
- Alden Adair ca Marvin Grimes (sezoanele 1-2)
- Mary Ashton ca Sarah Hoffman (sezoanele 1-2)
- Amanda Brugel ca Sonia (sezonul 2)
- Angela Asher ca Dorothy (sezonul 2)
- Zachary Bennett ca Carl (sezoanele 1-2)
- Donald MacLean Jr. ca Forrest
- Nadine Djoury ca Iris
- Erika Swayze ca Brenna
- Jann Arden ca Jane Carlson

## Episoade
| Sezonul | Sezonul | Episoade | Episoade | Premiera TV       | Premiera TV       |
| Sezonul | Sezonul | Episoade | Episoade | Prima transmisie  | Ultima transmisie |
| ------- | ------- | -------- | -------- | ----------------- | ----------------- |
|         | 1       | 13       | 13       | 10 ianuarie 2017  | 4 aprilie 2017    |
|         | 2       | 13       | 13       | 19 decembrie 2017 | 10 aprilie 2018   |
|         | 3       | 13       | 13       | 10 ianuarie 2019  | 21 martie 2019    |
|         | 4       | TBA      | TBA      | 18 februarie 2020 | TBA               |